# RootkitRevealer
RootkitRevealer е инструмент за откриване на руткит-ове за Microsoft Windows създаден от Марк Русинович от Sysinternals.
Това е инструмента с който беше открит XCP руткит-а на Sony.
Това е безплатна програма, предлага се и нейна подобрена платена версия. Принципът и на действие е чрез сравняване на това, което се вижда при използване на Windows API с това, което се вижда чрез директни методи на достъп. Гледа се файловата система и регистрито, ако има разлика – значи в тази система нещо прехваща Windows API и фалшифицира показваното от тях.
Очевидно е, че RootkitRevealer не може да открие руткитове, които не се крият. За това има предупреждение на сайта. Но такива се ловят от антивирусите.